# Callistephus chinensis
 Callistephus chinensis (L.) Nees, 1832 è una specie di piante angiosperme dicotiledoni della famiglia delle Asteraceae, sottofamiglia Asteroideae, tribù Astereae (Aster lineage) e sottotribù Asterinae.  Callistephus chinensis è anche l'unica specie del genere  Callistephus  Cass., 1825.

## Etimologia
Il nome scientifico della specie è stato definito dal botanico Christian Gottfried Daniel Nees von Esenbeck (1776-1858) nella pubblicazione " Genera et Species Asterearum" ( Gen. Sp. Aster. 222) del 1832. Il nome scientifico del genere è stato definito dal botanico Alexandre Henri Gabriel de Cassini (1781-1832) nella pubblicazione " Dictionnaire des Sciences Naturelles, dans lequel on traite méthodiquement des différens êtres de la nature, considérés soit en eux-mêmes, d'aprés l'état actuel de nos connoissances, soit relativement à l'utilité quén peuvent retirer la médecine, l'agriculture, le commerce et les arts. Strasbourg. Edition 2" (Dict. Sci. Nat., ed. 2. [F. Cuvier] 37: 491) del 1825.

## Descrizione

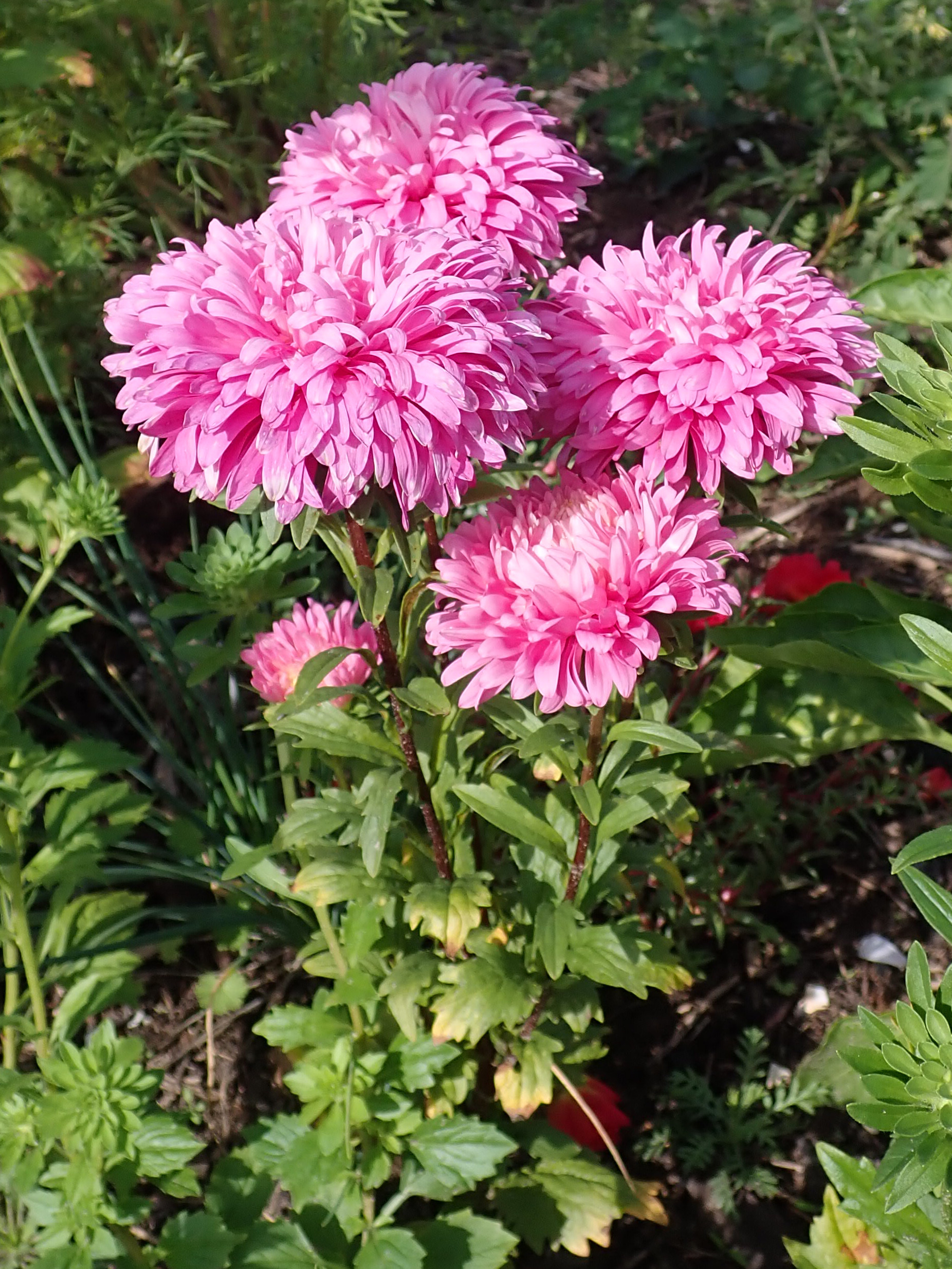
Il portamento

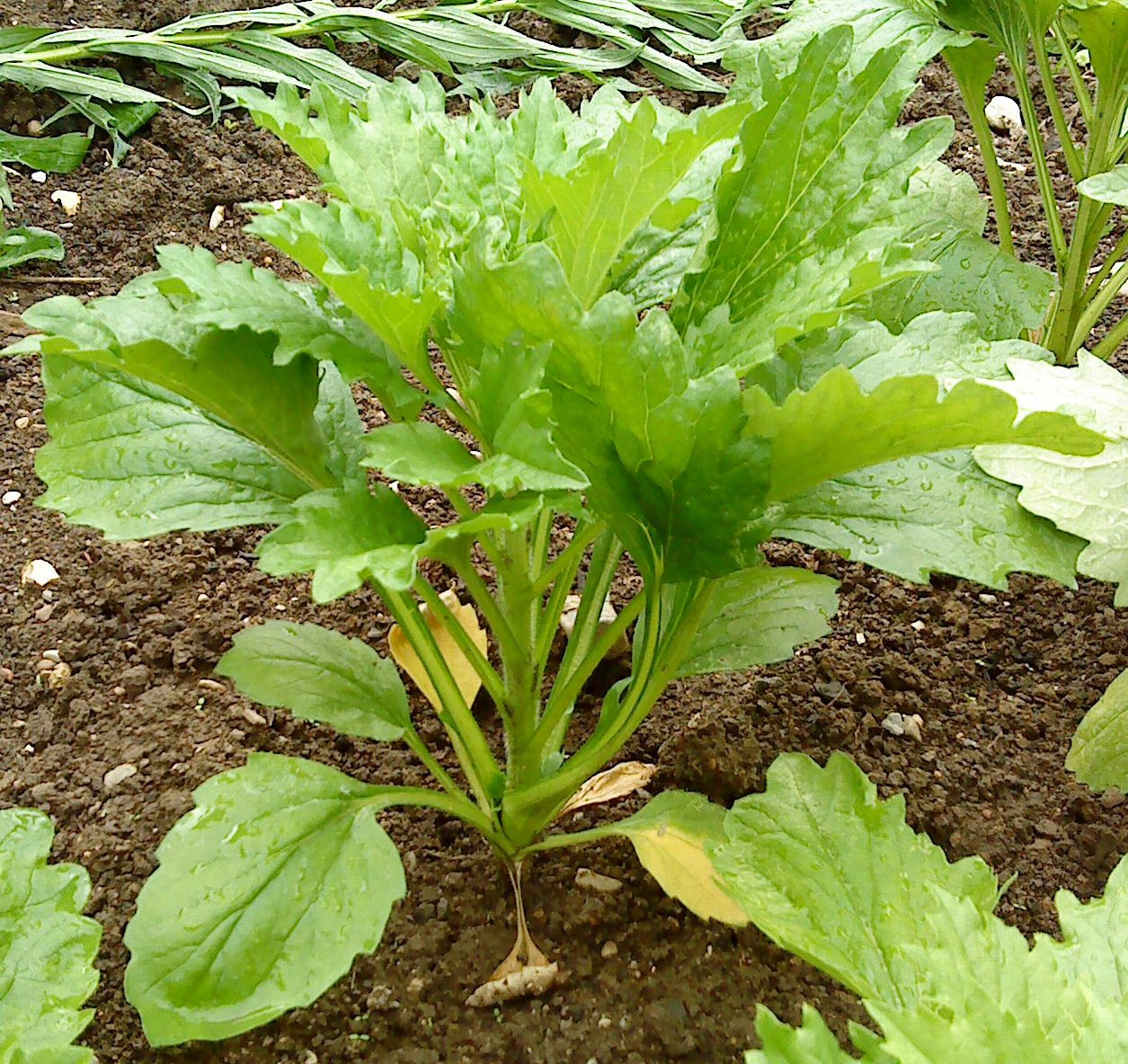
Le foglie

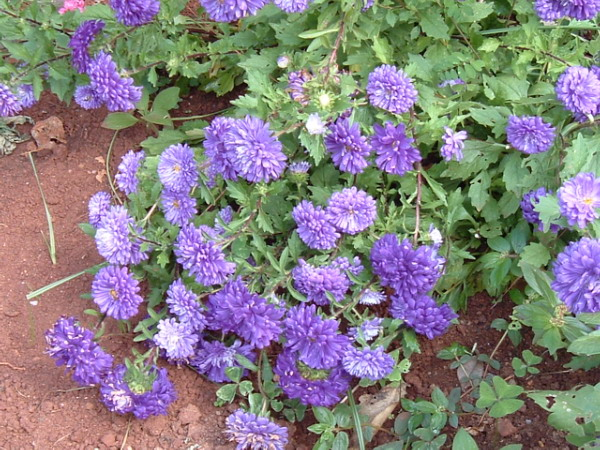
Infiorescenza

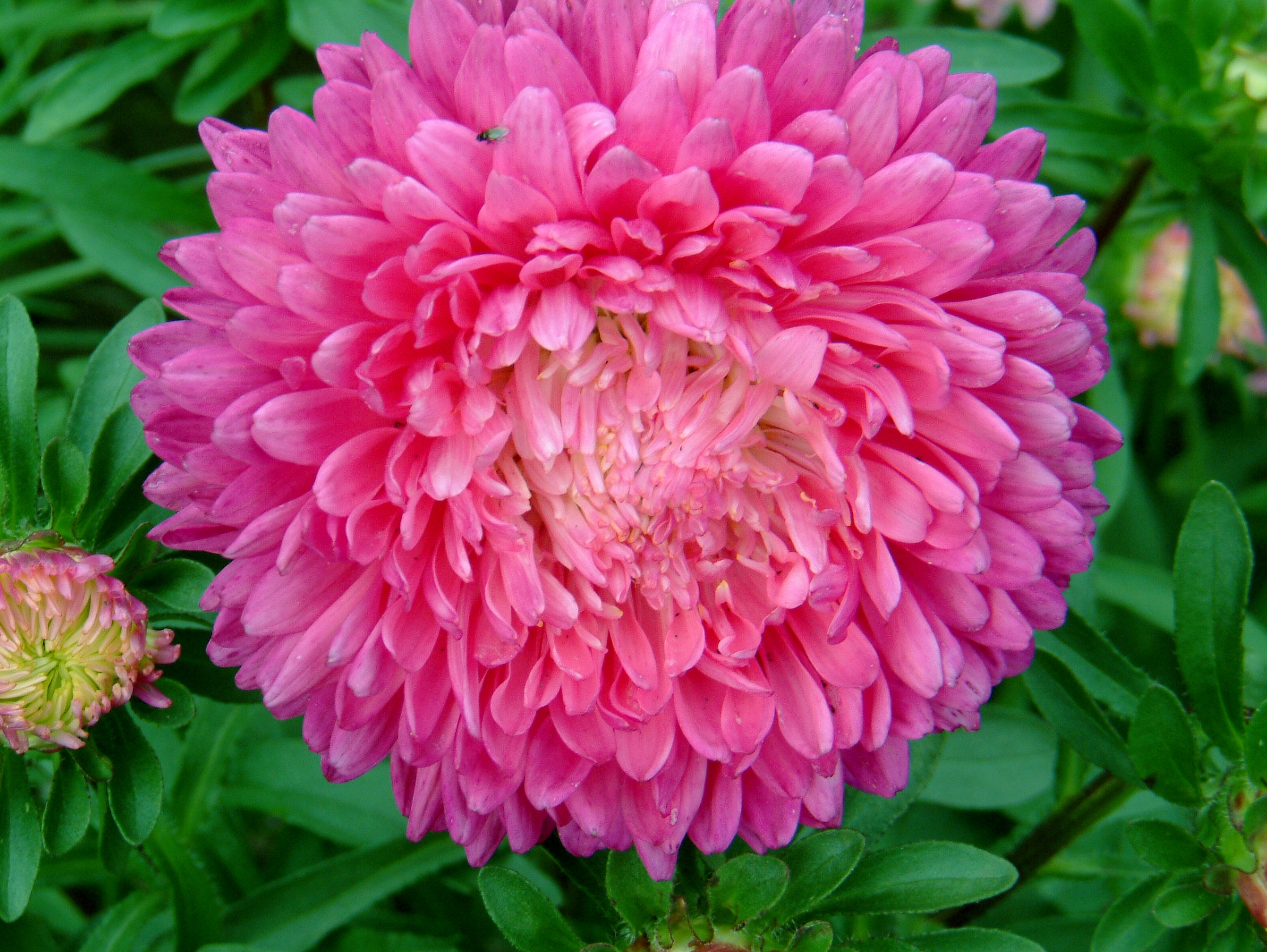
I fiori

Portamento. La specie di questa voce ha un habitus di tipo erbaceo annuale (o biennale) aromatiche. La forma biologica è terofita scaposa (T scap), ossia in generale sono piante erbacee che differiscono dalle altre forme biologiche poiché, essendo annuali, superano la stagione avversa sotto forma di seme e sono munite di asse fiorale eretto e spesso privo di foglie.
Fusto. La parte aerea in genere è eretta e molto ramosa, ma non cespitosa. I rami sono peloso-irsuti. Altezza media: 20 - 100 cm.
Foglie. Le foglie, soprattutto cauline, in genere sono disposte in modo alternato; sono brevemente picciolate (quelle inferiori) o sessili (quelle superiori). La lamina è semplice, dentata o lobata con forme da ovate a lanceolate o oblanceolate e apici acuminati o mucronati. Le foglie superiori sono ridotte con forme spatolate. La superficie varia da glabra a strigosa, ma priva di ghiandole. Dimensione delle foglie: 2,5 - 6,5 x 2 - 4 cm.
Infiorescenza. Le sinflorescenze sono sia scapose (capolini solitari) che composte da diversi grandi capolini raccolti in formazioni corimbose o tirsoidi. Le infiorescenze vere e proprie sono composte da un capolino terminale peduncolato di tipo radiato con fiori eterogami. I capolini sono formati da un involucro, con forme emisferiche, composto da diverse brattee, al cui interno un ricettacolo fa da base ai fiori di due tipi: fiori del raggio e fiori del disco. Le brattee esterne, simili a foglie, a consistenza erbacea, cigliate alla base, sono disposte in modo più o meno embricato su 2 - 3 serie. Quelle interne, membranose-scariose, spesso colorate di bianco, sono più piccole su 1 - 2 serie. Il ricettacolo, alveolato, in genere è nudo ossia senza pagliette a protezione della base dei fiori (talvolta sono presenti delle corte pagliette); la forma è piano-convessa. Dimensione dell'involucro: 10 - 15 mm; del capolino: 5 - 7 cm.
Fiori.  I fiori sono tetra-ciclici (formati cioè da 4 verticilli: calice – corolla – androceo – gineceo) e pentameri (calice e corolla formati da 5 elementi). Si distinguono in:
- fiori del raggio (esterni) da 16 a 40 per capolino: sono femminili e sono disposti su 1 - 2 serie; la forma è lungamente ligulata terminante con alcuni denti;
- fiori del disco (centrali): sono più numerosi con forme tubulose terminanti con dei lobi; sono ermafroditi (raramente sono funzionalmente maschili).

- Formula fiorale:

*/x K {\displaystyle \infty }, [C (5), A (5)], G 2 (infero), achenio
- Calice: i sepali del calice sono ridotti ad una coroncina di squame.

- Corolla: la forma della corolla è più o meno imbutiforme alla base (tubo corto); mentre all'apice è ligulata a 5 (raramente 3) denti (zigomorfa) o tubolare con 5 (raramente 4) lobi (attinomorfa); i lobi, patenti, hanno una forma deltata o più o meno lanceolata. I colori dei fiori sono giallo (quelli del disco) e violaceo, bianco o rosso (quelli del raggio).

- Androceo: l'androceo è formato da 5 stami sorretti da filamenti generalmente liberi; gli stami sono connati e formano un manicotto circondante lo stilo; le teche (produttrici del polline) alla base sono troncate e sono lievemente auricolate (molto raramente sono speronate o hanno una coda); le appendici apicali delle antere hanno delle forme piatte e lanceolate; il tessuto endoteciale (rivestimento interno dell'antera) è quasi sempre polarizzato (con due superfici distinte: una verso l'esterno e una verso l'interno). Il polline è sferico con un diametro medio di circa 25 micron;  è tricolporato (con tre aperture sia di tipo a fessura che tipo isodiametrica o poro) ed è echinato (con punte sporgenti).[10][15]

- Gineceo: l'ovario è infero uniloculare formato da 2 carpelli.[6] Lo stilo (il recettore del polline) è profondamente bifido (con due stigmi divergenti) e con le linee stigmatiche marginali separate.[16] I due bracci dello stilo hanno una forma da lanceolata a deltoide e possono essere papillosi o ricoperti da ciuffi di peli. Lo stilo dei fiori del raggio è supinato.

Frutti. I frutti sono degli acheni con pappo; in alcune specie è presente un certo dimorfismo (gli acheni dei fiori del raggio differiscono dagli acheni dei fiori del disco); dimensione degli acheni: 3 - 3,5 mm.
- achenio: gli acheni, con forme oblanceolate, sono lateralmente compressi con due nervature laterali, oppure variano da angolati (a 5 coste) a quasi fusiformi e multi-nervati; raramente sono ob-compressi (compressi dorso-ventralmente) oppure sono provvisti di un becco; la superficie normalmente è cosparsa da setole strigose, ma non ghiandolose; la parete dell'achenio è formata da celle contenenti rafidi ma prive di fitomelanina; il carpoforo normalmente è anulare; le setole con punte a forma di ancora non sono presenti;
- pappo: il pappo è formato da 3 serie di setole finemente barbate o (più raramente) piumose; le setole interne sono caduche; quelle esterne sono corte o sono delle squame.[10]

## Biologia
Impollinazione: tramite insetti (impollinazione entomogama tramite farfalle diurne e notturne).

Riproduzione: la fecondazione avviene fondamentalmente tramite l'impollinazione dei fiori.

Dispersione: i semi cadono a terra e vengono dispersi soprattutto da insetti come formiche (disseminazione mirmecoria). Un altro tipo di dispersione è zoocoria: gli uncini delle brattee dell'involucro (se presenti) si agganciano ai peli degli animali di passaggio che portano così i semi anche su lunghe distanze. Inoltre per merito del pappo il vento può trasportare i semi anche per alcuni chilometri (disseminazione anemocora).

## Distribuzione e habitat
Geoelemento: il tipo corologico (area di origine) è Mongolia - Cina - Asia orientale.
Distribuzione: la specie di questa voce è distribuita in Cina e Mongolia. Altrove è introdotta e naturalizzata. In Italia questa specie si trova raramente al Nord.
Habitat:  l'habitat tipico sono le praterie su pendii, le rive di corsi d'acqua, i luoghi ombrosi o boschi aperti e i bordi stradali. Il substrato preferito è sia calcareo ma anche siliceo con pH neutro, alti valori nutrizionali del terreno che deve essere mediamente umido. 
Distribuzione altitudinale: sui rilievi alpini, in Italia, queste piante si possono trovare fino a 500 m s.l.m.; nelle Alpi frequentano quindi i seguenti piani vegetazionali: collinare e montano (oltre a quello planiziale). Nelle aree di origine (Asia orientale) le quote variano da 300 a 2700 metri sul livello del mare.

## Sistematica
La famiglia di appartenenza di questa voce (Asteraceae o Compositae, nomen conservandum) probabilmente originaria del Sud America, è la più numerosa del mondo vegetale, comprende oltre 23.000 specie distribuite su 1.535 generi, oppure 22.750 specie e 1.530 generi secondo altre fonti (una delle checklist più aggiornata elenca fino a 1.679 generi). La famiglia attualmente (2021) è divisa in 16 sottofamiglie; la sottofamiglia Asteroideae è una di queste e rappresenta l'evoluzione più recente di tutta la famiglia.

### Filogenesi
Il genere della specie di questa voce è descritto nella sottotribù Asterinae, una delle quasi 40 sottotribù della tribù Astereae. In base alle ultime ricerche nella tribù sono stati individuati (provvisoriamente) 5 principali lignaggi:
- Basal grade: include alcuni generi isolati, il gruppo "South American-Oceania",  alcune sottotribù africane e il gruppo dei generi legnosi del Madagascar.
- Bellis lineage: comprende le sottotribù eurasiatiche e una sottotribù africana.
- Aster lineage: include i generi asiatici di Asterinae e i principali gruppi dell'Australia e dell'Oceania.
- Baccharis lineage: include alcuni gruppi sudamericani.
- North American lineage: include la vasta gamma di sottotribù del Nordamerica, Messico e alcuni gruppi distribuiti nel Sudamerica.

Il genere  Callistephus (insieme alla sottotribù Asterinae) è incluso nel Aster lineage i cui caratteri principali sono: la base delle antere sono prive di code e non sono calcarate (speronate); le linee stigmatiche dei bracci dello stilo sono totalmente separate; i due bracci dello stilo hanno una forma breve o allungata da lanceolata a deltoide e possono essere papillosi o ricoperti da ciuffi di peli (all'esterno, mentre all'interno sono glabri). La distribuzione della maggior parte delle specie di questo gruppo è nelle regioni temperate nord e sud.
La sottotribù Asterinae comprende una trentina di generi suddivisi in 4 rami principali:Psychrogeton - Hersileoides - Asterothamnus - Aster. Il genere di questa voce è incluso nel ramo denominato "Psychrogeton branch" e sottogruppo denominato "Callistephus group" insieme al genere Cordiofontis.
I caratteri distintivi della specie  Callistephus chinensis sono:
- queste piante non sono cespitose, ma hanno delle inflorescenze molto ramificate;
- le brattee esterne dell'involucro sono simili a foglie;
- le brattee interne dell'involucro sono molto differenti da quelle esterne (più piccole).

Questa specie è simile a quelle del genere Aster, ma ha le brattee involucrali più larghe.
Il numero cromosomico delle specie di questo genere è: 2n = 18.

### Sinonimi
Sono elencati alcuni sinonimi per questa entità:
- Aster chinensis L.
- Diplopappus chinensis  (L.) Less.
- Amellus speciosus  Gaterau
- Aster hortensis  (Cass.) Burb.
- Aster lacinians  Borbás
- Aster regalis  Salisb.
- Brachyactis chinensis  Bureau & Franch.
- Callistemma hortense  Cass.
- Callistephus hortensis  Cass.
- Callistephus lacinians  Borbás
- Callistephus sinensis  Bergmans

Sionimo per il genere:
- Callistemma Cass.